# Kraftwerk Kali Gandaki A
Das Kraftwerk Kali Gandaki A ist ein Laufwasserkraftwerk in Nepal, das am Kali Gandaki liegt, einem linken (nördlichen) Zufluss des Ganges.
Es befindet sich in Zentral-Nepal nahe der Ortschaft Mirmi im Distrikt Syangja der Verwaltungszone Gandaki. Ein paar Kilometer südwestlich befindet sich die Kleinstadt Tansen.

## Absperrbauwerk
Das Absperrbauwerk besteht aus einer Gewichtsstaumauer aus Beton mit einer Höhe von 44 m. Die Länge der Mauerkrone beträgt 100 m. Bei maximalem Stauziel staut sich der Fluss zu einem kleinen Stausee mit einer Fläche von rund 0,65 km², der ca. 3 Mio. m³ Wasser fasst. Ein 6 km langer Tunnel mit einem Durchmesser von 7,4 m leitet das Wasser zu einem Maschinenhaus nahe der Ortschaft Beltari um. Durch den Tunnel wird eine ca. 45 km lange Schleife des Kali Gandaki abgekürzt, wodurch eine Fallhöhe von 124 m gewonnen wird.

## Kraftwerk
Mit einer installierten Leistung von 144 MW ist Kali Gandaki A das zurzeit (Stand: März 2015) größte Wasserkraftwerk in Nepal. Die drei Maschinen leisten jede maximal 48 MW. Sie wurden zwar schon nacheinander im März, April und Mai 2002 in Betrieb genommen, konnten aber zunächst nicht die volle Leistung erzielen, da die 132-kV-Leitung nach Pokhara erst im August fertiggestellt wurde. Sowohl die Francis-Turbinen als auch die zugehörigen Generatoren wurden von Toshiba geliefert.
Neben dem Maschinenhaus befindet sich die Schaltanlage, von der zwei 132-kV-Leitungen abgehen. Die erste führt über 61,4 km nach Pokhara, die zweite über 44,3 km nach Butwal.
Das Kraftwerk ist im Besitz der Nepal Electricity Authority (NEA) und wird auch von NEA betrieben. Die Jahreserzeugung wird unterschiedlich angegeben: im Durchschnitt 592 Mio. kWh pro Jahr bzw. 621 Mio. kWh im Jahre 2005 und 759 Mio. kWh im Jahre 2007.

## Bau
Eine erste Machbarkeitsstudie wurde 1979 durchgeführt. In den Jahren 1990 bis 1992 wurde diese Machbarkeitsstudie aktualisiert und darauf aufbauend wurde der Entwurf für das Kraftwerk von 1992 bis 1995 erstellt. Zur Projektvorbereitung wurde eine 28 km lange Zugangsstraße durch NEA gebaut.

### Hintergründe
Die Stromversorgung in Nepal erfolgt zu 86 % durch Wasserkraft. Zur Zeit der endgültigen Konzept- und Entwurfsstudien zum Wasserkraftwerk Kali Gandaki A in den Jahren 1992 bis 1996 litt Nepal unter akutem Strommangel, der zu Stromabschaltungen bzw. zu Spannungsabfällen an durchschnittlich 16 Stunden am Tag führte, obwohl zu diesem Zeitpunkt ohnehin nur 10 % der Bevölkerung an das Stromnetz angeschlossen waren und die Spitzenlast im Jahre 1992 bei nur 215 MW lag.
Mit seinen geplanten 144 MW sollte Kali Gandaki A die Stromabschaltungen unnötig machen und darüber hinaus zur Abdeckung der täglichen Lastspitze insbesondere während der Trockenzeit dienen, die in den Abendstunden zwischen 18 und 23 Uhr auftritt. Dazu sollte es seinen kleinen Stausee verwenden. Dieses Ziel konnte aber nicht erreicht werden, da es erstens zu einer Terminüberschreitung von 21 Monaten kam und weil zweitens die Stromnachfrage stärker als das verfügbare Angebot stieg. Deshalb besteht das Problem weiterhin.
Im Jahre 2011 schätzte NEA, dass bis zu 1.800 MW unternehmenseigene Erzeugungskapazität bei Firmen in Nepal vorhanden ist, weil die öffentliche Stromversorgung in Nepal weiterhin unzuverlässig ist. Als einzige Möglichkeit zur Lösung dieses Problems sieht die Asian Development Bank (ADB) den Bau weiterer Wasserkraftwerke, insbesondere mit einem Speichersee, um Lastspitzen abdecken zu können und um Strom nach Indien exportieren zu können.

### Bauabschnitte
Das Projekt wurde in die folgenden Bauabschnitte (Lose) unterteilt:
- C1: Errichtung der 44 m hohen Gewichtsstaumauer mit Hochwasserentlastung sowie des danebenliegenden Beckens zur Entsandung
- C2: Errichtung des 5,9 km langen, mit Beton ausgekleideten Tunnels
- C3: Errichtung des Wasserschlosses sowie des Maschinenhauses

Die Bauarbeiten der Lose C1 bis C3 wurden durch die italienische Firma Impregilo durchgeführt. Die Kosten dafür beliefen sich auf 121 Mio. Dollar.
- 4: Schütze für das Stauwehr, Auskleidung des Tunnels, sonstige Bauteile aus Stahl
- 5: Elektrische Anlagen
- 6: Francis-Turbinen, Generatoren, 3 Transformatoren plus 1 Ersatztrafo sowie die Schaltanlage
- 7: Errichtung der 132 kV Leitungen nach Pokhara und Butwal

Die Lose C1 und C3 wurden durch ADB finanziert, die Lose C2 sowie 4 bis 7 vom Overseas Economic Cooperation Fund (OECF), einer japanischen Entwicklungshilfeeinrichtung.

### Verzögerungen
Es gab mehrere Hauptfaktoren für die auftretenden Verzögerungen, die dazu führten, dass sich die Fertigstellung des Projektes um 21 Monate verzögerte. Die Verzögerungen hatten sowohl technische als auch organisatorische Ursachen:
- Aufgrund der geologischen Beschaffenheit kam es sowohl bei den Arbeiten zur Umleitung des Kali Gandaki, bei der Konstruktion des Absetzbeckens als auch beim Tunnelbau bzw. beim Bau des Wasserschlosses zu unerwarteten Problemen.
- Notwendige Änderungen, die von den beauftragten Firmen festgestellt wurden, wurden von NEA nur sehr langsam beantwortet.
- Für den notwendigen Import von Material aus Indien gab es wenig bis keine Hilfestellung durch NEA.
- Die Baufirma plante einige Arbeiten falsch ein, wobei insbesondere die jahreszeitlichen Schwankungen in der Wasserführung des Kali Gandaki nicht ausreichend berücksichtigt wurden. So war zum Beispiel eine zweite, eigentlich nicht geplante Umleitung des Flusses nötig.[A 1]
- Die Errichtung der 132-kV-Leitung nach Pokhara traf auf den Widerstand lokaler Bevölkerung, so dass die Trassenführung geändert werden musste.

### Kosten
Die Kosten lagen bei insgesamt 354,8 Mio. Dollar, wovon 241,3 Mio. in Fremdwährung und 113,5 Mio. in NRs anfielen. Ursprünglich waren für das Projekt 452,8 Mio. Dollar angesetzt worden, mit einem Fremdwährungsanteil von 320 Mio., der durch Kredite aufgebracht werden sollte. 160 Mio. Dollar wurden von der Asian Development Bank (ADB) als Darlehen zur Verfügung gestellt. Weitere 160 Mio. Dollar kamen als Darlehen von OECF. Mit diesen 320 Mio. Dollar sollte der Fremdwährungsbedarf des Projektes abgedeckt werden. Der Anteil in Landeswährung sollte von der Regierung Nepals bzw. von der Nepal Electricity Authority (NEA) gedeckt werden. Die tatsächlichen Ausgaben lagen damit deutlich unter den ursprünglich geschätzten Kosten.
Um die Darlehen auch bedienen zu können, wurde von der ADB bei Vertragsabschluss verlangt, dass die Strompreise durch die NEA erhöht werden. Der Strompreis sollte von 1996 bis 2004 auf 9 NRs pro kWh steigen, was einer Erhöhung um 90 % entspricht. Dies wurde jedoch von NEA nicht umgesetzt, so dass der Strompreis im Jahre 2011 bei nur 7,16 NRs/kWh lag.

## Probleme im laufenden Betrieb

### Vibrationen im Kraftwerk
Aufgrund starker Vibrationen im Kraftwerk laufen die Maschinen meistens mit jeweils weniger als 35 MW Leistung, da die Vibrationen bei höherer Leistung stark zunehmen. Gemäß dem Kraftwerkspersonal scheinen die Vibrationen von den Saugrohren der Turbinen zu stammen. Möglicherweise ist Kavitation für die Vibrationen und den Lärm verantwortlich. Bei Maschine 3 traten jedenfalls Kavitationslöcher mit einem Durchmesser von bis zu 3,5 cm und einer Tiefe von bis zu 2 cm auf. Eine andere Erklärung wäre die falsche Berechnung des Saugschlauchs, der möglicherweise um einen Meter zu niedrig ist. Falls dies zutrifft, wäre es ein schwerer Designfehler.

### Absetzbecken
Der Kali Gandaki führt sehr viele Sedimente mit sich, was eine Entsandung mittels eines Absetzbeckens nötig macht, bevor das Wasser zu den Turbinen geleitet werden kann. Die Einlaufvorrichtungen zu den Absetzbecken funktionieren aber nicht so wie ursprünglich geplant, so dass sich die Sedimente nicht richtig absetzen können. Dies führt zu einem erhöhten Verschleiß an den Turbinen.